# Conjetura de Kahn-Kalai
La conjetura de Kahn-Kalai, también conocida como conjetura del umbral de expectativa o más recientemente como teorema de Park-Pham, fue una proposición formulada en el campo de la teoría de grafos y mecánica estadística, propuesta por Jeff Kahn y Gil Kalai en 2006. Fue demostrada en un artículo publicado en 2024.

## Antecedentes
Esta conjetura aborda el problema general de estimar cuándo se producen transiciones de fase en sistemas dinámicos. Por ejemplo, en un grafo aleatorio con {\displaystyle N} nodos, donde cada arista se incluye con probabilidad {\displaystyle p}, es improbable que el grafo contenga un camino hamiltoniano si {\displaystyle p} es menor que un valor umbral {\displaystyle (\log N)/N}, pero es muy probable si {\displaystyle p} lo supera.
Los valores umbral suelen ser difíciles de calcular, pero un límite inferior para el umbral, el "umbral de expectativa", suele ser más fácil de calcular. La conjetura de Kahn-Kalai establece que los dos valores generalmente están próximos entre sí de una manera precisa, es decir, que existe una constante universal {\displaystyle K} para la que el cociente entre ambos es menor que {\displaystyle K\log {l({\mathcal {F}})}}, donde {\displaystyle l({\mathcal {F}})} es el tamaño del mayor elemento mínimo de una familia creciente {\displaystyle {\mathcal {F}}} de subconjuntos de un conjunto potencia.

## Demostración
Jinyoung Park y Huy Tuan Pham anunciaron una demostración de la conjetura en 2022, que se publicó en 2024.